# 达娜·皮里茨
达娜·皮里茨（德語：Dana Pyritz，1970年8月31日—），德国女子赛艇运动员。她曾代表德国参加1992年和1996年夏季奥林匹克运动会赛艇比赛，其中1992年奥运会获得一枚铜牌。